# Чемпионат России по водному поло среди мужчин
Чемпионат России по водному поло среди мужских команд проводится с 1992 года. Организатором выступает Федерация водных видов спорта России (до 2024 года — Федерация водного поло России)..

## Участники чемпионата России 2024/25
12 команд на первом этапе сыграли в два круга. Шесть сильнейших команд были объединены в суперлигу, а остальные — в высшую лигу, в состав участников которой были добавлены УОР № 4 (Чехов) и сборная Ростовской области. В рамках этих лиг участники чемпионата провели матчи в четыре круга; в турнирных таблицах учитывались матчи, сыгранными командами между собой на первом этапе. Команды, занявшие в суперлиге места с 3-го по 6-е, вышли в четвертьфинал, а две сильнейшие — напрямую в полуфинал. Четвертьфинальные серии плей-офф проводились до двух побед, полуфинальные и финальные — до двух побед.
| Команда                             | Город           |
| ----------------------------------- | --------------- |
| «Балтика»                           | Санкт-Петербург |
| Молодёжная сборная Санкт-Петербурга | Санкт-Петербург |
| «Восток»                            | Москва          |
| «Восток»-2                          | Москва          |
| «Динамо-СШОР»                       | Астрахань       |
| СШОР                                | Астрахань       |
| «КОС-Синтез»                        | Казань          |
| «Синтез-УОР»                        | Казань          |
| «Спартак-Волгоград»                 | Волгоград       |
| «Штурм-2002»                        | Руза            |
| УОР № 4                             | Чехов           |
| Сборная Ростовской области          | Ростов-на-Дону  |
| Беларусь                            | Минск           |
| Казахстан                           | Астана          |

## Призёры чемпионатов России
| №      | Год     | 1-е место                     | 2-е место                    | 3-е место                       |
| ------ | ------- | ----------------------------- | ---------------------------- | ------------------------------- |
| I      | 1992/93 | ЦСК ВМФ (Москва)              | «Москвич-АЗЛК» (Москва)      | «Торпедо-ЗИЛ» (Москва)          |
| II     | 1993/94 | «Динамо» (Москва)             | ЦСК ВМФ (Москва)             | «Лукойл-Спартак» (Волгоград)    |
| III    | 1994/95 | «Динамо» (Москва)             | «Лукойл-Спартак» (Волгоград) | ЦСК ВМФ (Москва)                |
| IV     | 1995/96 | «Динамо» (Москва)             | «Лукойл-Спартак» (Волгоград) | ЦСК ВМФ (Москва)                |
| V      | 1996/97 | «Лукойл-Спартак» (Волгоград)  | «Динамо» (Москва)            | ЦСК ВМФ (Москва)                |
| VI     | 1997/98 | «Динамо» (Москва)             | «Лукойл-Спартак» (Волгоград) | ЦСК ВМФ (Москва)                |
| VII    | 1998/99 | «Лукойл-Спартак» (Волгоград)  | ЦСК ВМФ (Москва)             | «Динамо-Олимпийский» (Москва)   |
| VIII   | 1999/00 | «Динамо-Олимпийский» (Москва) | «Лукойл-Спартак» (Волгоград) | ЦСК ВМФ (Москва)                |
| IX     | 2000/01 | «Динамо-Олимпийский» (Москва) | «Лукойл-Спартак» (Волгоград) | ЦСК ВМФ (Москва)                |
| X      | 2001/02 | «Динамо-Олимпийский» (Москва) | «Лукойл-Спартак» (Волгоград) | ЦСК ВМФ (Москва)                |
| XI     | 2002/03 | «Лукойл-Спартак» (Волгоград)  | «Штурм-2002» (Чехов)         | «Динамо-Олимпийский» (Москва)   |
| XII    | 2003/04 | «Лукойл-Спартак» (Волгоград)  | «Штурм-2002» (Чехов)         | ЦСК ВМФ (Москва)                |
| XIII   | 2004/05 | «Штурм-2002» (Чехов)          | «Лукойл-Спартак» (Волгоград) | «Синтез» (Казань)               |
| XIV    | 2005/06 | «Штурм-2002» (Чехов)          | «Синтез» (Казань)            | «Динамо-Олимпийский» (Москва)   |
| XV     | 2006/07 | «Синтез» (Казань)             | «Штурм-2002» (Чехов)         | «Лукойл-Спартак» (Волгоград)    |
| XVI    | 2007/08 | «Штурм-2002» (Чехов)          | «Синтез» (Казань)            | «Лукойл-Спартак» (Волгоград)    |
| XVII   | 2008/09 | «Штурм-2002» (Чехов)          | «Лукойл-Спартак» (Волгоград) | «Синтез» (Казань)               |
| XVIII  | 2009/10 | «Лукойл-Спартак» (Волгоград)  | «Синтез» (Казань)            | «Штурм-2002» (Руза)             |
| XIX    | 2010/11 | «Спартак-Волгоград»           | «Штурм-2002» (Руза)          | «Синтез» (Казань)               |
| XX     | 2011/12 | «Спартак-Волгоград»           | «Синтез» (Казань)            | «Штурм-2002» (Руза)             |
| XXI    | 2012/13 | «Спартак-Волгоград»           | «Синтез» (Казань)            | «Штурм-2002» (Руза)             |
| XXII   | 2013/14 | «Спартак-Волгоград»           | «Синтез» (Казань)            | «Динамо» (Москва)               |
| XXIII  | 2014/15 | «Спартак-Волгоград»           | «Динамо» (Москва)            | «Динамо» (Астрахань)            |
| XXIV   | 2015/16 | «Спартак-Волгоград»           | «Синтез» (Казань)            | «КИНЕФ-Сургутнефтегаз» (Кириши) |
| XXV    | 2016/17 | «Спартак-Волгоград»           | «Синтез» (Казань)            | «Динамо-Олимпийский» (Москва)   |
| XXVI   | 2017/18 | «Динамо» (Москва)             | «Спартак-Волгоград»          | «Синтез» (Казань)               |
| XXVII  | 2018/19 | «Динамо» (Москва)             | «Спартак-Волгоград»          | «Синтез» (Казань)               |
| XXVIII | 2019/20 | «Синтез» (Казань)             | «Спартак-Волгоград»          | «Динамо» (Москва)               |
| XXIX   | 2020/21 | «Синтез» (Казань)             | «Динамо» (Москва)            | «Спартак-Волгоград»             |
| XXX    | 2021/22 | «Синтез» (Казань)             | «Спартак-Волгоград»          | «Динамо-СШОР» (Астрахань)       |
| XXXI   | 2022/23 | «Спартак-Волгоград»           | «КОС-Синтез» (Казань)        | «Восток» (Москва)               |
| XXXII  | 2023/24 | «КОС-Синтез» (Казань)         | «Спартак-Волгоград»          | «Динамо-СШОР» (Астрахань)       |
| XXXIII | 2024/25 | «КОС-Синтез» (Казань)         | «Спартак-Волгоград»          | «Динамо-СШОР» (Астрахань)       |